# Fürstengrund
Fürstengrund ist ein Stadtteil von Bad König im Odenwaldkreis in Hessen.

## Geographie
Der Ort liegt im Odenwald in einem Seitental der Mümling. In dem Ort endet die Kreisstraße 96.

## Geschichte
Archäologische Funde lassen auf eine Besiedlung schon durch die Römer schließen. Die älteste erhaltene Erwähnung datiert von 1032. Der Ortsname wandelte sich im Laufe der Jahre von Fürstengrunt und Furstegrund zu Pforstengrund und letztendlich zum heutigen Namen. 1806 fiel der Ort mit der Grafschaft Erbach an Hessen.
Nach Auflösung der alten Amtsstruktur 1822 fiel der Ort in den Zuständigkeitsbereich des Landgerichts Höchst, nach der Reichsjustizreform von 1877 ab 1879 in den des Amtsgerichts Höchst im Odenwald.
Am 1. Oktober 1971 wurde Fürstengrund in die Gemeinde (ab dem 10. Oktober 1980 Stadt) Bad König eingegliedert.